# Winner (Minnesota)
Winner in Minnesota ist eine Wüstung in den Vereinigten Staaten.
Winner wurde im Jahr 1913 im ehemaligen Elkwood Township von amerikanischen Siedlern gegründet.
Der kleine Ort existierte bis zum Jahr 1937. 
Heute erinnert nur noch ein Silo an den Ort.